# Принц-технологія
Принц-технологія — метод формування тривимірних мікро- та наноструктур, заснований на відокремленні напружених напівпровідникових плівок від підкладки і подальшого згортання їх у просторовий об'єкт. Технологію названо на честь Віктора Яковича Принца, який запропонував цей метод в 1995 році.

## Основи
У найпростішому виконанні для демонстрації можливості формування тривимірних структур використовувалися вирощені на підкладці арсеніду галію (GaAs) (з жертовним шаром AlAs) напружені двошарові плівки (GaAs/InGaAs, де GaAs — зовнішній шар), вирощені за допомогою методу молекулярно-пучкової епітаксії. Тонка плівка (кілька моношарів) напружена оскільки постійна решітка ненапружених шарів потрійного з'єднання InGaAs більше, ніж у GaAs (тому при зростанні виходить стислий шар InGaAs) і при відокремленні від підкладки вона прагне розпрямитися, що створює закручуючий момент і призводить в результаті до згортання плівки. Для відділення біоплівки, використовується селективний (тобто такий, для якого швидкості травлення різних речовин дуже різняться) рідинний травитель (водний розчин HF), який видаляє жертовний шар AlAs, не зачіпаючи інші сполуки. При згортанні виходить рулон (або трубка), який може складатися з багатьох десятків витків. При використанні моношарів речовин типу GaAs/InAs (неузгодженість постійних решіток досягає 7 %) можна отримати напівпровідникові нанотрубки діаметром до 2 нм, які, на відміну від вуглецевих нанотрубок, можуть бути сформовані в певних місцях на підкладці і з заданими діаметрами за допомогою літографії. Ці вільні двошарові плівки, що складаються з двох атомних шарів різних матеріалів, мають досконалу атомарну структуру, властиву плоскій плівці на поверхні підкладки.

## Застосування
Метод досить гнучкий і може застосовуватися до багатьох систем. Наприклад, Si/SiGe плівки на підкладці Si теж можуть виступати напруженою системою. Тут використовується інший травитель: водний розчин NH4OH, який травить кремній (також використовується стоп-шар між жертовним шаром кремнію і підкладкою, який погано травить кремній сильнолегований бором). Si / SiGe плівки виявилися зручними для виготовлення масивів трубок (голок) з виступаючими за край підкладки краями.
Використовуючи плівки на основі AlGaAs/GaAs/AlGaAs/InGaAs можна сформувати квантову яму для електронів і отримати двовимірний електронний газ (ДЕГ) в шарі GaAs, при згортанні гетероструктури в трубку. Тут потрібно модифікувати технологію і використовувати спрямоване згортання напружених гетероструктур.

## Дослідження
Якщо помістити ДЕГ у зовнішнє однорідне магнітне поле, то, через те що, рух електронів поперек плівки обмежений сусідніми шарами (AlGaAs) з більшою ніж у GaAs шириною забороненої зони, то електрони рухаються тільки під дією нормальної складової магнітного поля до поверхні плівки. Таким чином виникає ефективне неоднорідне магнітне поле, яке може привести до анізотропії магнетоопору (опір залежить від напрямку магнітного поля), пов'язаної з так званим статичним скін-ефектом, що виникає завдяки неоднорідності магнітного поля.